# Tlaková níže Daisy
Daisy byla mimotropická bouře, která v lednu 2010 zasáhla severozápad a střed Evropy a způsobila jevy jako sněhová bouře nebo blizard. Na mnoha místech napadlo za relativně krátkou dobu i více než 50 cm sněhu. Dále se místy vyskytovaly silné nárazy větru až o síle vichřice. Tato kombinace působila ojediněle i škody na lesním porostu.